# Pixote (jogador de futsal)
Alexandre Rodrigues Canha, mais conhecido como Pixote (Recife, 26 de fevereiro de 1987), é um jogador brasileiro de futsal. Atualmente, joga na Copagril Futsal, sendo também jogador da Seleção Brasileira de Futsal.

## Títulos
Clubes
- 4 Campeonatos Mineiros
- 2 Ligas Sudeste
- 1 Jogos Abertos de Santa Catarina
- 1 Copa Gramado
- Liga Futsal: 2011

Seleção Brasileira
- Torneio da China